# جوانا كونور
جوانا كونور (بالإنجليزية: Joanna Connor)‏ هي عازفة قيثارة ومغنية وكاتبة غنائية أمريكية، ولدت في 31 أغسطس 1962 في بروكلين في الولايات المتحدة.

## وصلات خارجية
- الموقع الرسمي
- جوانا كونور على موقع ميوزك برينز (الإنجليزية)
- جوانا كونور على موقع ديسكوغز (الإنجليزية)